# Alfabet malaiàlam

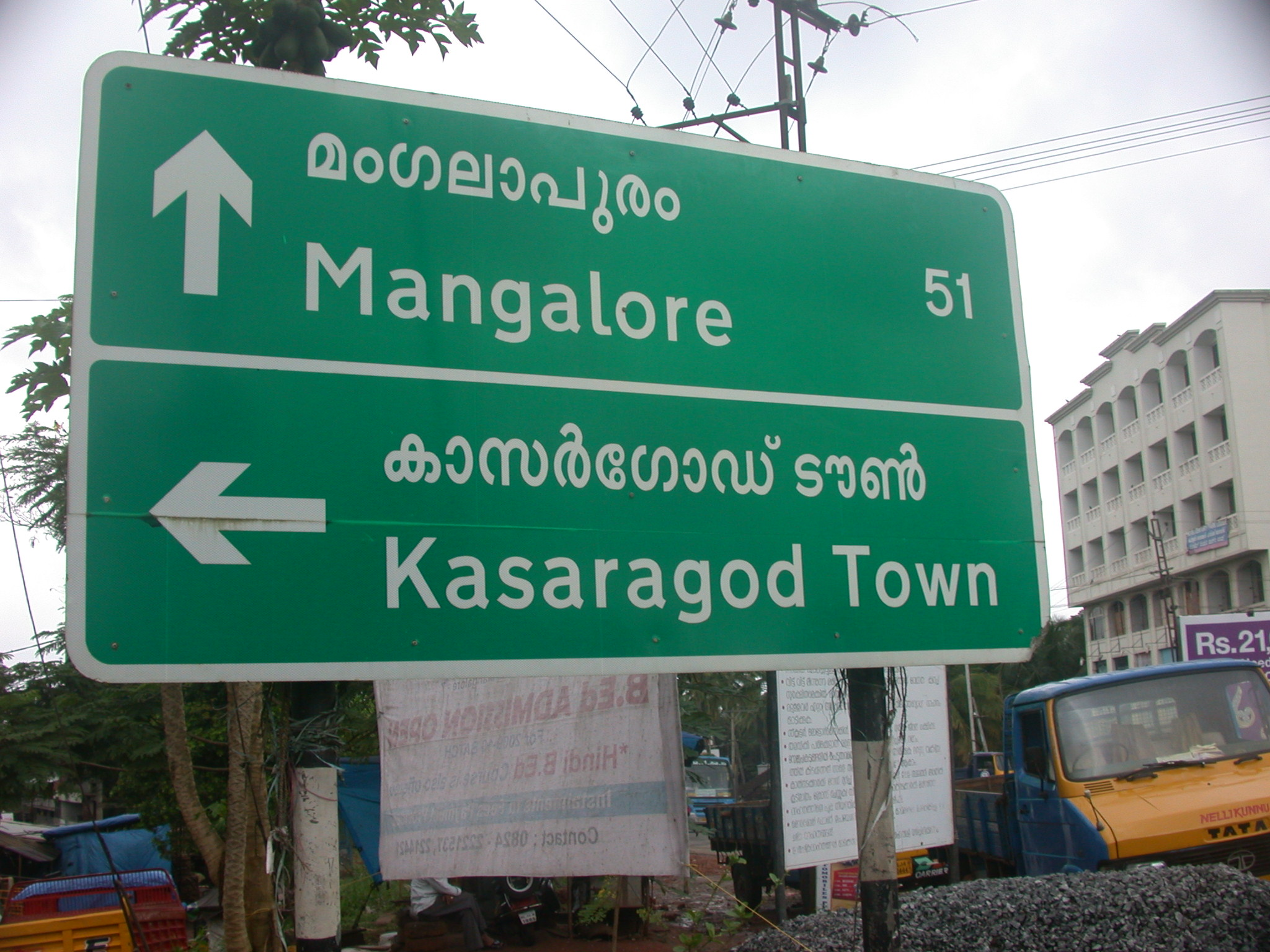
Indicadors bilingües en alfabet malaiàlam i en alfabet llatí (Anglès) a Kasaragod

L'alfabet malaiàlam (Malayāḷalipi; AFI:mələjɑːɭə lɪpɪ / Malaiàlam: മലയാളലിപി) és un alfabet bràmic que s'utilitza habitualment per representar la llengua malaiàlam, que és la llengua principal de Kerala, Índia, parlada per 35 milions de persones. L'alfabet malaiàlam també s'utilitza per escriure textos sànscrits. Com molts altres sistemes d'escriptura de l'Índia, és un alfasil·labari (és a dir, un abugida), un sistema d'escriptura que és parcialment “alfabètic” i parcialment basat en síl·labes. L'alfabet malaiàlam modern té 15 lletres vocals, 36 lletres consonants, i uns quants altres símbols. L'alfabet malaiàlam és una evolució de l'alfabet Vatteluttu amb símbols de l'alfabet grantha per representar manlleus de llengües indoàries. Aquest alfabet també s'utilitza per escriure diverses llengües minoritàries com Paniya, Betta Kurumba, i Ravula. Al mateix temps, el malaiàlam també havia utilitzat altres sistemes d'escriptura diferents en el passat.

## Descripció

### Característiques
Els caràcters bàsics es poden classificar de la manera següent:
- Lletres Vocals (സ്വരം, svaram)
- # Lletres vocals independents
- # Diacrítics vocàlics dependents
- Lletres consonants (വ്യഞ്ജനം, vyañjanam)

Les lletres vocals independents s'utilitzen com a primera lletra d'una paraula que comença en vocal. Les lletres consonants, malgrat el seu nom, no representen consonants pures, sinó una consonant seguida d'una vocal inherent, que per defecte és la /a/ breu. Per exemple, ക és la primera lletra consonant de l'alfabet malaiàlam, la qual representa /ka/, no simplement /k/. Per indicar que la consonant va seguida d'una vocal diferent de /a/ breu s'utilitza un diacrític vocàlic dependent afegit a la consonant. Quan la vocal següent és /a/, no cal cap diacrític vocàlic. El fonema /a/ que segueix una consonant per defecte és anomenat vocal inherent. En malaiàlam, el seu el valor fonètic és la vocal no arrodonida [ɐ], o el seu al·lòfon [ə]. Per representar el so d'una consonant pura no seguida d'una vocal, cal un diacrític especial que indica la supressió la vocal inherent, conegut com a virama (o chandrakkala en malaiàlam). A continuació es mostren exemples on una lletra consonant s'utilitza amb diacrític o sense.
- കി ki = ക ka + ി Signe de vocal i
- കു ku = ക ka + ു Signe de vocal u
- കൈ kai = ക ka + ൈ Signe de vocal ai
- ക് k = ക ka + ് virama que indica supressió de la vocal inherent
- ക ka = lletra consonant ക ka, sense signe de vocal

L'alfabet malaiàlam és monocameral, és a dir, no diferencia majúscules i minúscules. S'escriu d'esquerra a dreta, però alguns signes vocàlics s'adjunten a l'esquerra (la direcció oposada) de la lletra consonant a la qual segueix lògicament. En la paraula കേരളം (Keraḷa), el signe de vocal േ (ē) visualment apareix a l'esquerra de la consonant ക, encara que la vocal ē lògicament segueix la consonant k.

### Història
La llengua malaiàlam s'escrivia antigament en alfabet vatteluttu, un sistema d'escriptura del tàmil. Tanmateix, l'alfabet malaiàlam modern va evolucionar de l'alfabet grantha, el qual al principi s'utilitzava per escriure sànscrit. Tant el Vatteluttu com el Grantha són evolucions del Tamil-Brahmi, però independents l'un de l'altre.

#### Alfabet vatteluttu
L'alfabet vatteluttu o vattezhuthu (Malayalam: വട്ടെഴുത്ത്, “escriptura rodona”) és un sistema d'escriptura que havia evolucionat del Tamil-Brahmi i havia estat molt utilitzat a la part del sud de l'actual Tamil Nadu i a Kerala.
El malaiàlam s'escrivia inicialment en alfabet vatteluttu. La inscripció Vazhappally publicada per Rajashekhara Varman n'és l'exemple més antic i data del 830 dC. Entre els tàmils, l'escriptura tàmil moderna havia suplantat l'alfabet vattezhuthu al segle xv, però a la regió de Malabar, el vatteluttu va continuar essent d'ús general fins al segle xvii o el segle xviii. Una variant d'aquesta escriptura, la Kolezhuthu, es va utilitzar fins al segle xix principalment a la zona de Kochi i a la zona de Malabar. Una altra variant, Malaianma, es va utilitzar al sud de Thiruvananthapuram.

#### Grantha

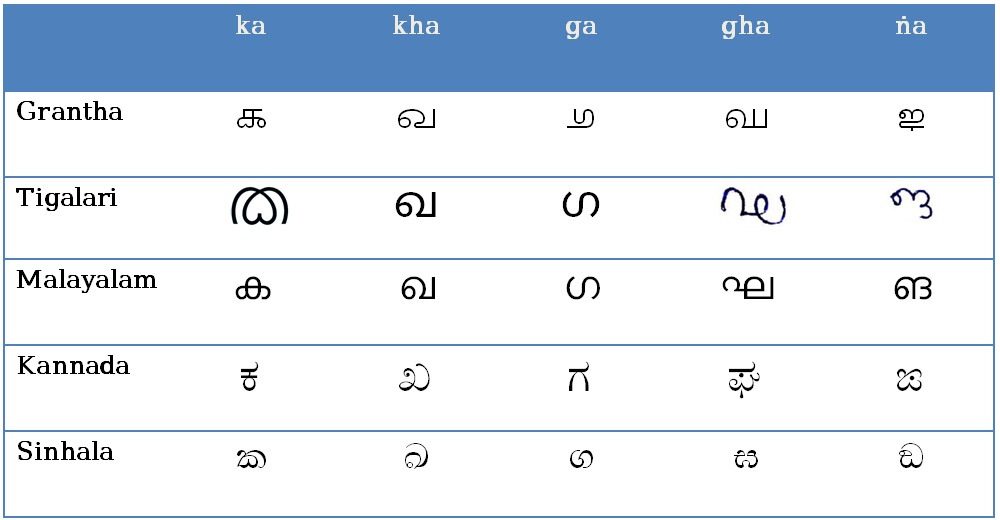
Escriptures grantha, tigalari i malaiàlam.

Segons Arthur Coke Burnell, una forma de l'alfabet grantha, utilitzat inicialment durant la dinastia Chola, va ser importat a la costa de sud-oest d'India en el segle viii o ix, i va anar essent modificat al llarg del temps en aquesta zona recòndita, on la comunicació amb la costa de l'est era molt limitada. Més tard amb l'evolució esdevindria tigalari-malaiàlam, escriptura utilitzada pels Malayalikal, els Havyaka Brahmins i els Tulu Brahmin, però que al rincipi només s'usava per escriure sànscrit. L'alfabet grantha va originar dos alfabets subsegüents: tigalari i malaiàlam. Ambdós comparteixen característiques ortogràfiques i glífiques semblants. El malaiàlam es va estendre i es va modificar per escriure llengua vernacla malaiàlam, mentre el tigalari es va usar només per escriure sànscrit. En Malabar, aquest sistema d'escriptura era denominat Arya-eluttu (ആര്യ എഴുത്ത്, Ārya eḻuttŭ), que vol dir “escriptura ària” (el sànscrit és una llengua indoària mentre que el malaiàlam és un llengua dravídica).
L'alfabet vatteluttu era d'ús corrent, però no era adequat per a la literatura en què s'utilitzaven moltes paraules sànscrites. De manera semblant al Tamil-Brahmi, al principi s'utilitzava per escriure tàmil, i com aquest, no tenia lletres per a les consonants sonores i aspirades, que són pròpies del sànscrit però no del tàmil. Per aquesta raó, l'alfabet vatteluttu i el grantha de vegades es barrejaven, com en el Manipravalam. Un dels exemples més antics de la literatura Manipravalam, el Vaishikatantram (വൈശികതന്ത്രം, Vaiśikatantram), és del segle xii, en el qual s'utilitza la forma més arcaica de l'escriptura malaiàlam, la qual cosa sembla que es va sistematitzar fins a cert punt a la primera meitat del segle xiii.
Thunchaththu Ezhuthachan, un poeta del segle xvii, va utilitzar Arya-eluttu per escriure els seus poemes en malaiàlam basats en la literatura sànscrita clàssica. Per a algunes lletres que mancaven en Arya-eluttu (ḷun, ḻun, ṟun), utilitzava l'alfabet vatteluttu. La seva obra esdevingué tan popular que els amb el temps els keralites el van començar a anomenar el pare de la llengua malaiàlam, el qual també popularitzà l'arya-eluttu com a sistema d'escriptura del malaiàlam. Tanmateix, el grantha no distingia entre e i ē, i entre o i ō, ja que era un alfabet per escriure una llengua sànscrita. L'escriptura malaiàlam tal com la coneixem avui és fruit de la reforma de mitjan segle xix quan Hermann Gundert va inventar els signes vocàlics nous per distingir-los.
Al segle xix, els antics alfabets com el kolezhuthu foren substituïts per l'alfabet arya-eluttu, que és l'actual alfabet malaiàlam. Avui dia, és àmpliament utilitzat en la premsa de Kerala.

#### Reforma ortogràfica
El 1971, el Govern de Kerala va reformar l'ortografia del malaiàlam amb un decret del departament d'educació. L'objectiu era simplificar l'escriptura per a la impremta i la mecanografia amb la tecnologia de l'època, reduint el nombre de glifs necessaris. El 1967, el govern va nomenar un comitè presidit per Sooranad Kunjan Pillai, que era l'editor del projecte del Diccionari del malaiàlam. Va reduir nombre de glifs necessaris de 1000 aproximadament a 250 per a la impressió del malaiàlam. Posteriorment, les recomanacions del comitè van ser modificades per un altre comitè el 1969.
Aquesta proposta fou acceptada més tard pels diaris més importants el gener de 1971. La reforma ortogràfica va esdevenir efectiva el 15 d'abril de 1971 (l'Any Nou de Kerala), per un decret del govern publicat el 23 de març de 1971.

##### Recomanacions dels comitès

###### Ús de signes vocàlics no lligats per au,ūir̥
En l'ortografia tradicional, que s'havia ensenyat en l'educació primària fins a aquell moment, qualsevol consonant o lligadura consonàntica seguida del signe vocàlic de u, ū o r es representava amb una lligadura de consonants-vocals cursives. El glif de cada consonant tenia la seva pròpia manera de lligar amb aquests signes vocàlics. Aquesta irregularitat es va simplificar amb la reforma ortogràfica. Segons això, un signe vocàlic o el signe de la consonant sempre tindria un símbol desconnectat que no es fusiona amb la consonant base.
Exemples:
- ku:  → ക‍ു
- kū: ക‍ൂ → ക‌ൂ
- kr̥: കൃ → ക‌ൃ
- nu:  → ന‌ു
- śu:  → ശ‌ു

###### Substitució de Reph perChillu ṟa
En l'ortografia tradicional, la reph està representada per un punt sobre la lletra següent. En lloc d'això, s'utilitzaria Chillu ṟa independent .
- rkka: ൎക്ക → ർക്ക

###### Divisió de conjuncions poc freqüents ambChandrakkala
A més, la majoria de les lligadures tradicionals de consonants, especialment les menys comunes que només s'utilitzaven per escriure paraules d'origen sànscrit, es van dividir en formes no lligades amb chandrakkala explícita. Per exemple:
- ഗ് g + ദ da = gda:  → ഗ്‌ദ
- ല്‌ l + ത ta = lta:  → ല്‌ത

###### Ús de signes no lligats per grupra
Qualsevol consonant o lligadura consonàntica seguida del grup ra es representava amb una cua cursiva unida a la consonant o la lligadura consonàntica. Amb la reforma ortogràfica, aquest signe s'escriu deslligat de la base i es representa de manera semblant a un parèntesi del símbol col·locat a l'esquerra del grup.
- kra: ക‍്ര → ക‌്ര
- kru: ക‍്ര‍ു → ക‌്ര‌ു

##### Estat actual
Actualment, l'ortografia reformada s'anomena comunament put̪iya lipi (Malayalam) I el sistema tradicional es coneix com a lipi Palaya (Malayalam). La pràctica totalitat dels mitjans impresos actuals utilitzen l'ortografia reformada. A l'educació primària s'ensenya només l'escriptura reformada i en conseqüència s'hi imprimeixen els llibres de text. Tanmateix, els suports digitals utilitzen tant les formes tradicionals com les reformades, ja que estan disponibles igualment ambdós tipus de lletra.

## Lletres malaiàlam

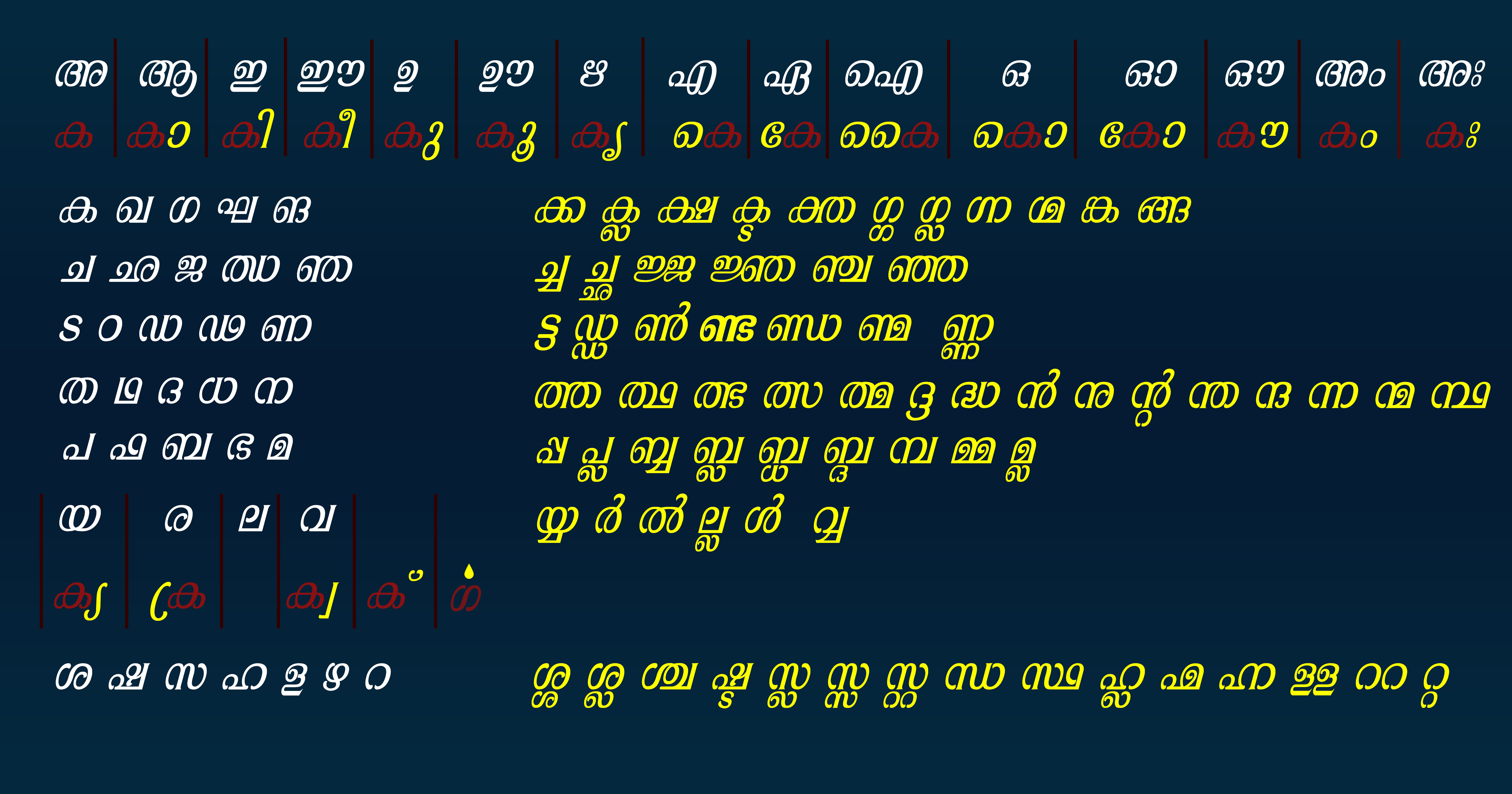
Lletres malaiàlam

### Vocals

#### Lletres vocals i signes vocàlics
Les taules següents mostren les lletres vocals independents i els diacrítics de vocal dependents corresponents (o virames) de l'afabet malaiàlam, amb la omanizatcióen ISO 15919, ti la ranscripcioóen Alfabet Fonètic Internacional (AFI).
|             | Breus           | Breus     | Breus      | Llargues       | Llargues  | Llargues    |
| Independent | Dependent       | Dependent | Indep.     | Dependent      | Dependent |             |
| Independent | Signe de vocal  | Exemple   | Indep.     | Signe de vocal | Exemple   |             |
| ----------- | --------------- | --------- | ---------- | -------------- | --------- | ----------- |
| a           | അ a /a/         | (Cap)     | പ pa /pa/  | ആ ā /aː/       | ാ          | പാ pā /paː/  |
| i           | ഇ i /i/         | ി          | പി pi /pi/  | ഈ ī /iː/       | ീ          | പീ pī /piː/  |
| u           | ഉ u /u/         | ു          | പു pu /pu/  | ഊ ū /uː/       | ൂ          | പൂ pū /puː/  |
| r̥           | 120%\|ഋ} r̥ /rɨ/ | ൃ          | പൃ pr̥ /prɨ/ | ൠ r̥̄ /rɨː/      | ൄ          | പൄ pr̥̄ /prɨː/ |
| l̥           | ഌ l̥ /lɨ/        | ൢ          | പൢ pl̥ /plɨ/ | ൡ l̥̄ /lɨː/      | ൣ          | പൣ pl̥̄/plɨː/  |
| e           | എ e /e/         | െ          | പെ pe /pe/  | ഏ ē /eː/       | േ          | പേ pē /peː/  |
| o           | ഒ o /o/         | ൊ          | പൊ po /po/  | ഓ ō /oː/       | ോ          | പോ pō /poː/  |

r̥, r̥̄, l̥, l̥̄, que s'utilitzen per escriure paraules sànscrites, es tracten com a vocals. S'anomenen semivocals i fonèticament són més properes a les vocals en malaiàlam i en sànscrit clàssic, en el qual el gramàtic sànscrit Panini (del segle IV aC) les classifica amb les vocals (vegeu llengua proto-indoeuropea i sànscrit vèdic). Les lletres i signes per a r̥̄, l̥, l̥̄ són molt rares i no es consideren com a part de l'ortografia moderna.
Els signes vocals ā, i, ī es col·loquen a la dreta d'una lletra consonant a la qual s'adjunta. Els signes vocàlics e, ē, ai se situen a l'esquerra d'una lletra consonant. Els signes vocàlics o i ō consten de dues parts: la primera part va a l'esquerra d'una lletra consonant i la segona, a la dreta. En l'ortografia reformada, els signes vocàlics u, ū, r̥ se situen simplement a la dreta de la lletra consonant, mentre que en l'ortografia tradicional sovint s'escriuen amb una lligadura de consonant i vocal.
|               | Independent | Dependent  | Dependent   |
| Signe vocàlic | Independent | Exemple    |             |
| ------------- | ----------- | ---------- | ----------- |
| ai            | ഐ ai /ai̯/   | ൈ           | പൈ pai /pai̯/ |
| au            | ഔ au /au̯/   | ൌ (Arcaic ) | പൌ pau /pau̯/ |
| au            | ഔ au /au̯/   | ൗ (Modern)  | പൗ pau /pau̯/ |

És important tenir en compte la llargada de la vocal, ja que es pot utilitzar per diferenciar paraules que altrament sonarien igual. Per exemple, /kalam/ significa "olla de fang", i en canvi /kaːlam/ significa "temps" o "estació".

#### Anusvaram
| aṁ | അം aṁ /am/ | ം ṁ /m/ | പം paṁ /pam/ |

Un anusvaram (അനുസ്വാരം anusvāram), o anusvara, originalment denotava la nasalització amb la qual la vocal precedent es convertia en vocal nasalitzada i, per tant, tradicionalment es tracta com si fos un signe vocàlic. Tanmateix, en malaiàlam, simplement representa com una consonant /m/ després d'una vocal, tot i que aquesta /m/ pot assimilar-se a una altra consonant nasal. És una lletra consonàntica especial, diferent d'una lletra consonàntica “convencional”, en la mesura que mai no va seguida d'una vocal inherent o d'una altra vocal. En general, anusvara al final d'una paraula en un idioma indi es tradueix com a ṁ a la ISO 15919, però un anusvara malaiàlam al final d'una paraula es translitera com a m (sense punt).

#### Visargam
| aḥ | അഃ aḥ /ah/ | ഃ ḥ /h/ | പഃ paḥ /pah/ |

Un visargam (വിസർഗം, visargam), o visarga, representa una consonant /h/ després d'una vocal i es tradueix com a ḥ . Igual que l'anusvara, és un símbol especial, i mai no és seguit per una vocal inherent o una altra vocal.

### Consonants

#### Lletres consonants bàsiques
Les taules següents mostren les lletres consonàntiques bàsiques de l'escriptura malaiàlam, amb la romanització ISO 15919, la transcripcions a AFI i NOMS DE CARÀCTER Unicode. Els noms dels caràcters utilitzats en l'informe del comitè governamental de Kerala (2001) es mostren en minúscules curives quan es diferencien dels noms de caràcters Unicode. Aquests noms alternatius es basen en la romanització tradicional utilitzat pels keralites. Per exemple, tha a " Thiruvananthapuram " no és ni tha d'ISO ni THA de l'Unicode, sinó tha en aquest sentit (ത). Els noms de caràcters ISCII (IS 13194:1991) s'indiquen entre parèntesis quan difereixen dels anteriors.
|                          | Sordes                     | Sordes                          | Sonores                    | Sonores                         | Sonores                           |
| Sense aspiració          | Aspirades                  | Sense aspiració                 | Aspirades                  | Nasal                           |                                   |
| ------------------------ | -------------------------- | ------------------------------- | -------------------------- | ------------------------------- | --------------------------------- |
| Velars                   | ക ka /ka/ KA               | ഖ kha /kʰa/ KHA                 | ഗ ga /ɡa/ GA               | ഘ gha /ɡʱa/ GHA                 | ങ a /ŋa/ NGA                      |
| Palatals o Postalveolars | ച ca /t͡ʃa/ o /ca/ CA cha   | ഛ cha /t͡ʃʰa/ o /cʰa/ CHA chha   | ജ ja /d͡ʒa/ o /ɟa/ JA jha   | ഝ jha /d͡ʒʱa/ o /ɟʱa/ JHA jhha   | ഞ ña /ɲa/ NYA nha (nja)           |
| Retroflexes              | ട a /ʈa/ TTA ta (ta forta) | ഠ ha /ʈʰa/ TTHA tta (tha forta) | ഡ a /ɖa/ DDA da (da forta) | ഢ ha /ɖʱa/ DDHA dda (dha forta) | ണ a /ɳa/ NNA na (na forta)        |
| Dentals                  | ത ta /t̪a/ TA tha (ta suau) | ഥ tha /t̪ʰa/ THA ttha (tha suau) | ദ da /d̪a/ DA dha (da suau) | ധ dha /d̪ʱa/ DHA ddha (dha suau) | ന na /n̪a, na/ [A] NA ma (na suau) |
| Labials                  | പ pa /pa/ PA               | ഫ pha /pʰa/ PHA                 | ബ ba /ba/ BA               | ഭ bha /bʱa/ BHA                 | മ ma /ma/ MA                      |

Les consonants /ʈ, ɖ, ɳ/ són retroflexes. En malaiàlam, es produeixen tocant la part inferior de la punta de la llengua amb la part frontal del paladar dur (apico-palatal).
| യ ja /ja/ [A] YA | ര ra /ɾa/ [B] RA | ല la /la/ [C] LA | വ va /ʋa/ [D] VA |

| ശ śa /ʃa/ [E] SHA sha suau (sha) | ഷ ṣa /ʂa/ [F] SSA sha (sha forta) | സ sa /sa/ [G] SA | ഹ ha /ɦa/ HA |

| ള ḷa /ɭa/ [H] LLA la forta | ഴ ḻa /ɻa/ [J] LLLA / ṛ / ɽ / Zha (ra retroflexa) | റ [K] ṟa, ṯa /ra, ta/ RRA (ra forta) | ഩ ṉa /na/ [L] NNNA | ഺ ṯa /ta/ [M] TTTA |

- A  nasal dental o nasal alveolar, segons la paraula.
- B  Bategant alveolar sonora.
- C  La punta de la llengua gairebé toca les dents ([l̪]), més anterior que la l catalana.
- D  [ʋʷ] .
- E  [ʃʷ] .
- F  Aproximant apico-palatal sorda [ʂ̺̠˕].[20]
- G  Fricativa sibilant dental [s̪] .
- H  Apico-palatal [ɭ̺̠] .
- I  Aquest glif és una lligadura (KA + VIRAMA + SSA), però de vegades es classifica com a unitat bàsica. Sovint es pronuncia /ʈ͡ʂa.
- J  Aproximant apico-palatal sonora [ʐ̺̠˕]. Aquesta consonant normalment es descriu com a /ɻ/, però també es podria descriure com a /ɹ/.[21]
- K  (1) Repetició d'aquesta lletra (റ + റ) sovint representa un /tːa/ alveolar sorda geminada, /tːa/; (2) txil·lu-n + la lletra (ൻ + റ) sovint representa /nda/; (3) en cas contrari, vibrant alveolar (apical) /ra/ . Opcionalment, (1) es pot traduir com ṯṯa en comptes de ṟṟa, (2) com nṯa (no nḏa) en lloc de nṟa .
- L  Correspon al tamil ṉa ன. S'utilitza rarament en textos erudits per representar la nasal alveolar, en contraposició a la nasal dental.[22] En els textos ordinaris, tots dos estan representats per na ന .
- M  Rarament s'utilitza en textos erudits per representar l'oclusiva alveolar sorda, en contraposició a l'oclusiva dental sorda representada per ta ത. En els textos ordinaris, aquest so està representat per ṟa റ .

#### Txil·lus
Un txil·lu (chillu) o un chillaksharam (ചില്ലക്ഷരം, cillakṣaram), és una lletra consonàntica especial que representa una consonant pura independent, sense ajuda de virama. A diferència d'una consonant representada per una lletra consonàntica ordinària, aquesta consonant mai no va seguida d'una vocal inherent. L'anusvara i el visarga entrarien en aquesta categoria, però no s'hi solen incloure. ISCII i Unicode 5.0 tracten un txil·lu com una glif variant d'una lletra consonant normal (“base”). Tanmateix, a Unicode 5.1 i posteriors, les lletres txil·lu són tractades com a caràcters independents, codificats de forma independent.
A l'Unicode 5.1 es van codificar sis lletres independents (0D7A..0D7F), i amb la publicació de l'Unicode 9.0 es van codificar tres lletres addicionals (0D54..0D56).
| Lletra | Nom Unicode | Base   | Observacions                            |
| ------ | ----------- | ------ | --------------------------------------- |
| ൺ      | txil·lu NN  | ṇa ണ   |                                         |
| ൻ      | txil·lu N   | na ന   |                                         |
| ർ      | txil·lu RR  | ra ര   | Històricament de ra, no d' ṟa (RRA) റ . |
| ൽ      | txil·lu L   | la ല   | Històricament des de ta ത .             |
| ൾ      | txil·lu LL  | ḷa ള   | Històricament d' ṭa ട                   |
| ൿ      | txil·lu K   | ka ക   |                                         |
| ൔ      | txil·lu M   | ma മ   | No en ús modern                         |
| ൕ      | txil·lu I   | ja യ   | No en ús modern                         |
| ൖ      | txil·lu LLL | IIIa ഴ | No en ús modern                         |

### Chandrakkala
El virama en malaiàlam s'anomena candrakkala (chandrakkala), i té dues funcions: [a]
- Com a virama: s'utilitza per suprimir la vocal inherent
- Com a samvruthokaram: representa el so "mitja u" [ə]

#### Com a virama
Chandrakkala ് (ചന്ദ്രക്കല, candrakkala) és un diacrític unit a una lletra consonant per indicar que la consonant no va seguida d'una vocal inherent o cap altra vocal (per exemple, ക ka → ക് k). Aquest tipus de diacrític és comú a tots els sistemes d'escriptura bràmiques, anomenats genèricament virama en sànscrit, o halant en hindi.

#### Mitja u
Al final d'una paraula, el mateix símbol de vegades representa una vocal molt curta, coneguda com "mitja u", o "samvruthokaram" (സംവൃതോകാരം, saṁvr̥tōkāram), o kuṯṯiyal ukaram (കുറ്റിയൽ ഉകരം). La pronunciació exacta d'aquesta vocal varia d'un dialecte a un altre, però és aproximadament [ə] o [ɨ], i es ന com a ŭ (per exemple, ന na → ന് nŭ). Opcionalment, s'insereix un signe vocal u, com a നു് (= ന + ു + ്). Segons un autor, aquesta forma alternativa és històricament més correcta, encara que la forma simplificada sense signe vocal u és habitual avui dia. Això vol dir que la mateixa grafia ന് pot representar n o nŭ segons el context. Generalment, és nŭ al final d'una paraula, i n en un altre lloc; നു് sempre representa nŭ .
El virama de l'alfabet tigalari es comporta de manera similar al malaiàlam. El virama té tres funcions: suprimir la vocal inherent (com el halant del Devanagari); per formar consonants conjuntes; per representar la mitja u.
Nota: 1  Srinidhi A i Sridatta A van fer comentaris sobre les propostes de Cibu Johny et al.

### Lligadures

#### Lligadures consonàntiques
Com en altres alfabets bràmics, l'alfabet malaiàlam utilitza un virama per suprimir o “matar” la vocal inherent d'una lletra consonant i representar una consonant sense vocal, l'anomenada consonant “morta”. Per exemple,
1. ന és una lletra consonant na,
2. ് és un virama; per tant,
3. ന്‌ (na + virama) representa una consonant morta n .

Si aquesta n ന്‌ va seguida més una altra lletra consonàntica, per exemple, ma മ, el resultat pot semblar a ന്‌മ, que representa nma com a na + virama + ma. En aquest cas, dos elements n ന്‌ i ma മ simplement es col·loquen una a una, de costat. Alternativament, nma també es pot escriure com una lligada ന്മ .
Generalment, quan hi ha una lletra C1 consonant morta i una altra lletra consonant C₂, el resultat pot ser:
1. Una lligadura completament conjunta de C 1 + C ₂ ;
2. Mig conjunt ...
  - C 1 -conjunt: una forma modificada (forma mitja) de C 1 adjunta a la forma original (forma completa) de C ₂
  - Connexió C ₂ : una forma modificada de C ₂ unida a la forma completa de C 1 ; o
3. No lligat: formes completes de C 1 i C ₂ amb un virama visible.[34]

Si el resultat està totalment o semiconjunt, el virama (conceptual) que ha fet que C1 es convertís en invisible, només existeix lògicament en un esquema de codificació de caràcters com Unicode. Si el resultat no està lligat, és visible un virama, unit a C 1. Els glifos per nma tenen un virama visible si no està lligat (ന്‌മ), però si es lliga, el virama desapareix (ന്മ). Habitualment, la diferència entre aquestes formes és superficial i ambdues són semànticament idèntiques, de la mateixa manera que el significat de la paraula anglesa paleografia no canvia encara que es parli paléografia, amb la lligadura æ.

##### Lligadures consonàntiques comunes
Hi ha diverses lligadures consonàntiques que s'utilitzen habitualment fins i tot en la nova ortografia.
|            | kka | ṅka | ṅṅa | cca | ñca | ñña | ṭṭa | ṇṭa | ṇṇa | tta | nta | no | ppa | mpa | mma |
| ---------- | --- | --- | --- | --- | --- | --- | --- | --- | --- | --- | --- | -- | --- | --- | --- |
| No Lligada | ക്‌ക  | ങ്‌ക  | ങ്‌ങ  | ച്‌ച  | ഞ്‌ച  | ഞ്‌ഞ  | ട്‌ട  | ണ്‌ട  | ണ്‌ണ  | ത്‌ത  | ന്‌ത  | ന്‌ന | പ്‌പ  | മ്‌പ  | മ്‌മ  |
| Lligada    | ക്ക  | ങ്ക  | ങ്ങ  | ച്ച  | ഞ്ച  | ഞ്ഞ  | ട്ട  | ണ്ട  | ണ്ണ  | ത്ത  | ന്ത  | ന്ന | പ്പ  | മ്പ  | മ്മ  |

La മ്പ mpa മ്പ històricament derivava de npa ന്‌പ. Les lligadures cca, bba, yya i vva són especials perquè una consonant doblada es denota amb un signe de triangle a sota d'una lletra consonant.
|            | cca | bba | jo | vva |
| ---------- | --- | --- | -- | --- |
| No Lligada | ച്‌ച  | ബ്‌ബ  | യ്‌യ | വ്‌വ  |
| Lligada    | ച്ച  | ബ്ബ  | യ്യ | വ്വ  |

##### Consonant +ja, va, la, ra
(1) La lletra consonant ja va generalment unida a C2 després d'una consonant en ambdues ortografies. Per exemple,
- k ക് + ja യ = kya ക്യ
- p പ് + ja യ = pya പ്യ

A kya ക്യ, una forma variant de ja (lang=ml) es col·loca després de la forma completa de ka ക, igual que ki കി s'escriu ka ക seguit del signe vocal i ി. En altres paraules, la forma variant de ya (lang=ml) utilitzat després d'una lletra consonant es pot considerar com un diacrític. Com que es col·loca després del caràcter base, a vegades es coneix com a forma post-base. Una excepció és yya യ്യ (Vegeu més amunt).
(2) De la mateixa manera, va després d'una consonant adopta una forma postbase:
- k ക് + va വ = KVA ക്വ
- p പ് + va വ = pva പ്വ

Una excepció és vva വ്വ (Vegeu més amunt).
(3) La lletra consonàntica la després d'una consonant pren tradicionalment una forma sub-base. Aquestes formes s'utilitzen també en la nova ortografia, tot i que alguns tipus de lletra no els admeten.
- k ക് + la ല = kla ക്ല
- p പ് + la ല = pla പ്ല
- l ല് + la ല = lla ല്ല (No )

(4) Una lletra consonàntica ra després d'una consonant sol adoptar una forma pre-base en l'ortografia reformada, mentre que aquesta combinació fa una lligadura completament conjunta en l'ortografia tradicional.
- k ക് + ra ര = kra ക്ര (Tradicional: null)
- p പ് + ra ര = pra പ്ര (Tradicional: null)

##### nṯaiṯṯa
La lligadura nṯa s'escriu com n ന്‌ + ṟa റ i pronunciat /nda/. La lligadura ṯṯa s'escriu com ṟ റ് + ṟa റ .
|                 | nṯa       | ṯṯa |
| --------------- | --------- | --- |
| Sense lligadura | ന്‌റ        | റ്‌റ  |
| Amb lligadura   | ന്റ (null) | റ്റ  |
| Dígraf          | ൻറ        | ററ  |

En aquestes dues lligadures, una ṟa petita ‌റ s'escriu sota de la primera lletra (txil·lu-n si és una n morta). De manera alternativa, la lletra ṟa de vegades s'escriu a la dreta de la primera lletra, fent un dígraf (igual que ωι s'utilitza en lloc de ῳ en grec). L'ortografia ൻറ per tant, es llegeix o bé nṟa (dues lletres separades) o nṯa (dígraf) segons la paraula. De la mateixa manera, ‌റ‌റ es llegeix ṟaṟa o ṯṯa.

##### Reph de punt
En l'ortografia tradicional, una consonant morta r davant una consonant de vegades pren una forma per sobre de la base, coneguda com a reph de punt, que sembla una línia vertical curta o un punt. Generalment, s'utilitza un txil·lu-r en lloc d'un reph de punt en l'ortografia reformada.
- r ര് + ga ഗ = rga null (Reformada: ർഗ)
- r ര് + ja ജ = rja null (Reformada: ർജ)

### Altres símbols
| Praslesham               | ഽ | Correspon a l'avagraha del Devanagari, usat quan s'escriu una frase sànscrita que conté un avagraha en l'escriptura malaiàlam. El símbol indica l'elisió de la vocal a inicial de paraula després d'una paraula que acaba en A, E, o O, i està transcrit com un apòstrof ('), o de vegades com un còlon + un apòstrof (:'). (Malayalam പ്രശ്ലേഷം) |
| Marca de data de malajas | ൹ | S'utilitza en una abreviació d'una data. |
| Danda                    | । | Els signes de puntuació arcaics s'utilitzen com a parades completes o per delimitar versos. |
| Danda doble              | ॥ | Els signes de puntuació arcaics s'utilitzen com a parades completes o per delimitar versos. |

Els números i les fraccions de malaiàlam s'escriuen de la manera següent. Són arcaics i ja no s'utilitzen habitualment.
| 0 | 1 | 2 | 3 | 4 | 5 | 6 | 7 | 8 | 9 | 10 | 100 | 1000 | 1/4 | 1/2 | 3/4 |
| - | - | - | - | - | - | - | - | - | - | -- | --- | ---- | --- | --- | --- |
| ൦ | ൧ | ൨ | ൩ | ൪ | ൫ | ൬ | ൭ | ൮ | ൯ | ൰  | ൱   | ൲    | ൳   | ൴   | ൵   |

## Unicode
L'alfabet malaiàlam es va afegir a la norma Unicode l'octubre de 1991 amb el llançament de la versió 1.0.

### Bloc
El bloc Unicode per a malayalam és U + 0D00 – U + 0D7F:
| Bloc Unicode del Malaiàlam Official Unicode Consortium code chart (PDF)                                 |   |   |   |   |   |   |   |   |   |   |   |   |   |   |   |   |
| | 0 | 1 | 2 | 3 | 4 | 5 | 6 | 7 | 8 | 9 | A | B | C | D | E | F |
| U+0D0x                                                                                                  | ഀ  | ഁ  | ം  | ഃ  |   | അ | ആ | ഇ | ഈ | ഉ | ഊ | ഋ | ഌ |   | എ | ഏ |
| U+0D1x                                                                                                  | ഐ |   | ഒ | ഓ | ഔ | ക | ഖ | ഗ | ഘ | ങ | ച | ഛ | ജ | ഝ | ഞ | ട |
| U+0D2x                                                                                                  | ഠ | ഡ | ഢ | ണ | ത | ഥ | ദ | ധ | ന | ഩ | പ | ഫ | ബ | ഭ | മ | യ |
| U+0D3x                                                                                                  | ര | റ | ല | ള | ഴ | വ | ശ | ഷ | സ | ഹ | ഺ | ഻  | ഼  | ഽ | ാ  | ി  |
| U+0D4x                                                                                                  | ീ  | ു  | ൂ  | ൃ  | ൄ  |   | െ  | േ  | ൈ  |   | ൊ  | ോ  | ൌ  | ്  | ൎ | ൏ |
| U+0D5x                                                                                                  |   |   |   |   |   | ൕ | ൖ | ൗ  | ൘ |   |   | ൛ | ൜ | ൝ | ൞ | ൟ |
| U+0D6x                                                                                                  | ൠ | ൡ | ൢ  | ൣ  |   |   | ൦ | ൧ | ൨ | ൩ | ൪ | ൫ | ൬ | ൭ | ൮ | ൯ |
| U+0D7x                                                                                                  | ൰ | ൱ | ൲ | ൳ | ൴ | ൵ | ൶ | ൷ | ൸ | ൹ | ൺ | ൻ | ർ | ൽ | ൾ | ൿ |
| Notes 1.^ Segons la versió Unicode 12.0 2.^ Les caselles grises indiquen números de codis no assignats. |   |   |   |   |   |   |   |   |   |   |   |   |   |   |   |   |